# Conanthalictus macrops
Conanthalictus macrops är en biart som beskrevs av Cockerell 1916. Conanthalictus macrops ingår i släktet Conanthalictus och familjen vägbin. Inga underarter finns listade i Catalogue of Life.